# Rhianna DeVries
Rhianna DeVries  (* 12. November 1996 in Colorado Springs, Colorado) ist eine US-amerikanische Filmschauspielerin und Synchronsprecherin.

## Leben
Rhianna DeVries absolvierte ein Schauspiel-Studium an der University of Denver.
Sie begann 2017 als Synchronsprecherin der Figur „Chloe Price“ für das Videospiel Life Is Strange: Before the Storm und ersetzte hier Ashly Burch. Danach spielte sie in Fernseh- und Filmproduktionen mit, darunter die Serie I Put the Bi in Bitter ab 2018 und 2019 die Miniserie Filtered Water.

## Filmografie (Auswahl)
- 2018–2019: I Put the Bi in Bitter (Fernsehserie, 23 Folgen)
- 2019: Filtered Water (Miniserie, 5 Folgen)
- 2021: Say Something Funny

## Computerspiele (Auswahl)
- 2017: Life Is Strange: Before the Storm
- 2021: Life Is Strange: True Colors
- 2022: Relayer